# Tempio maggiore israelitico di Firenze
La principale sinagoga di Firenze o tempio maggiore israelitico si trova nel centro storico di Firenze in via Farini. La sua cupola verde rame è un punto celebre del panorama cittadino. La sinagoga di Firenze fu inaugurata nel 1882.

## Storia

### Le antiche sinagoghe fiorentine
La comunità ebraica di Firenze è molto antica. Non si conoscono tuttavia notizie certe e documentate sui luoghi di culto fino all'istituzione della prima sinagoga di rito italiano nel ghetto (1572). Tuttavia una sinagoga è sicuramente esistita presso la zona dove abitavano famiglie ebree nel medioevo e nel primo Rinascimento, cioè in Oltrarno attorno all'attuale Borgo San Jacopo. Probabilmente la prima Sinagoga era situata in quella che si chiamava "via dei Giudei", cioè l'attuale via dei Ramaglianti (cfr. ex-sinagoga di via de' Ramaglianti).
Nel ghetto esistevano due sinagoghe, una di rito italiano (la prima ad essere fondata) e una di rito sefardita.
Le due sinagoghe del ghetto cessarono di funzionare nel 1848 con la chiusura del ghetto stesso (che fu completamente demolito a fine Ottocento) e i loro arredi furono trasferiti in due oratori in via delle Oche, che con l'apertura della nuova Sinagoga monumentale vennero dedicati rispettivamente al rito italiano e a quello askenazita. La loro attività cessò soltanto nel Novecento. Prima della seconda guerra mondiale venne chiuso l'oratorio di rito italiano e nel 1962 quello di rito askenazita. I loro arredi furono trasferiti in Israele, rispettivamente alla sinagoga Jad Haghiborim a Ramat Gan e alla Yeshivah Kerem be-Javne, dove si trovano tuttora. A ricordo dei due oratori resta oggi a Firenze solo una lapide sulla parete esterna dell'edificio.

### Una nuova sinagoga

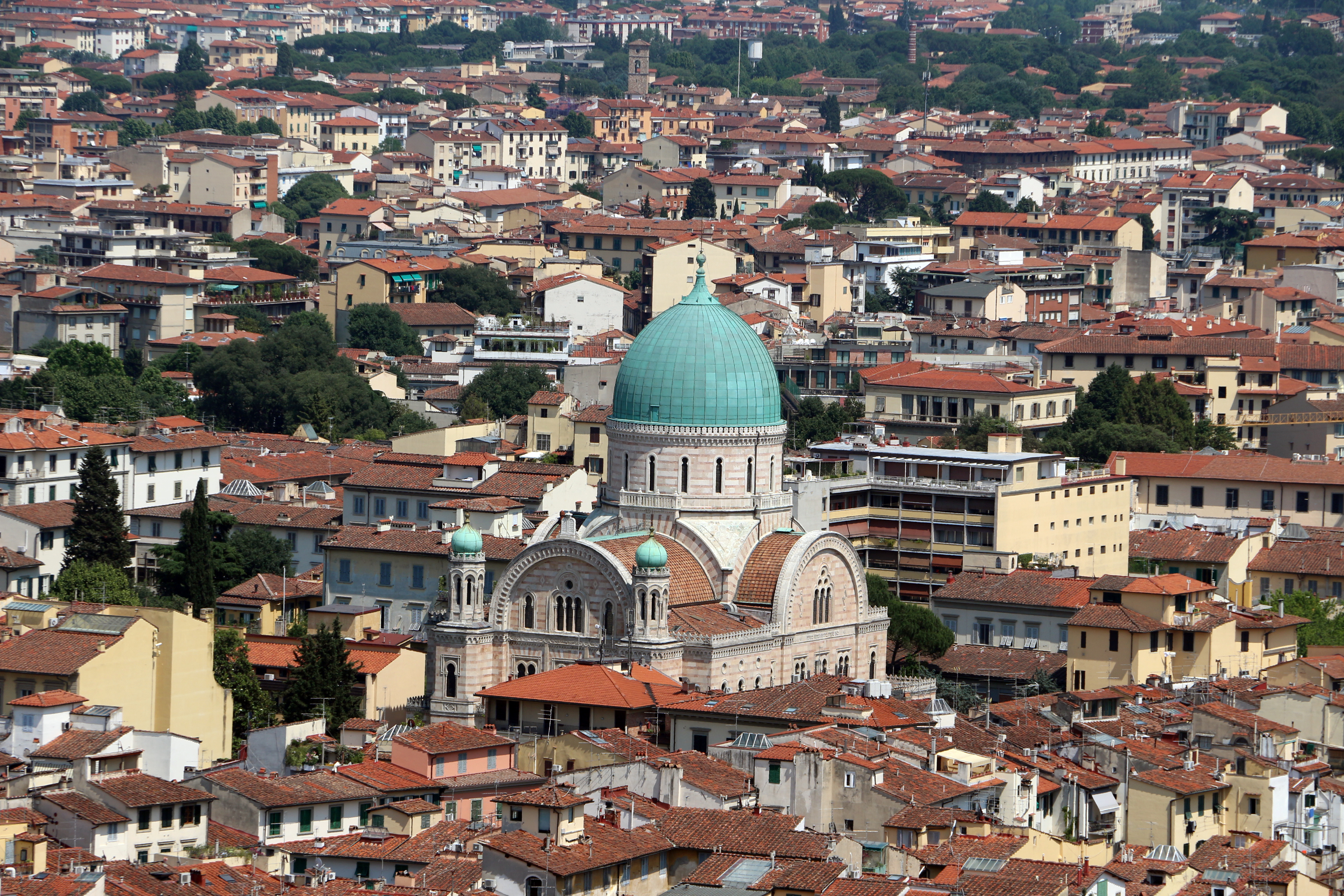
La sinagoga nel panorama cittadino

Nel 1868, David Levi, presidente dell'Università Israelitica di Firenze, con legato testamentario destinava i suoi beni alla realizzazione di una nuova Sinagoga fiorentina e di un luogo di culto ebraico "degno della città". Cominciò con l'acquisto di un terreno nei pressi del nuovo quartiere della Mattonaia e di piazza d'Azeglio e sorse così il Tempio maggiore israelitico, costruito sulla base di progetti di Marco Treves, coadiuvato dagli architetti Mariano Falcini e Vincenzo Micheli e dall'ingegnere Eugenio Cioni, per la notevole spesa di un milione di lire di allora. La prima pietra, spedita da Gerusalemme, fu posta il 30 giugno 1874 e l'inaugurazione ebbe luogo il 24 ottobre 1882
L'edificio è rivestito di travertino (bianco) e pomato rosa, è in stile moresco a pianta centrale con cupola mediana e torri laterali con cupolette in facciata. Rientra fra le sinagoghe dette "dell'emancipazione" legate al periodo storico del laicismo statale dopo la Breccia di Porta Pia e la scomunica del Regno d'Italia da parte di Papa Pio IX (1870), che limitando gli influssi del cattolicesimo nella vita pubblica ebbe come conseguenze anche quella di favorire le minoranze religiose, fino ad allora relegate in secondo piano. Le sinagoghe di questa stagione furono in genere progettate quindi come costruzioni indipendenti e non nascoste in edifici per civile abitazione, come avveniva nei ghetti.

## Descrizione
Sorgendo in un giardino verdeggiante un tempo ricco di piante esotiche, chiuso da una cancellata di ghisa opera del senese Pasquale Franci, il tempio sospinge il visitatore in una lontana atmosfera orientaleggiante. Il giardino ospita anche la scuola della comunità. La cupola centrale, che si innalza su un alto tamburo circolare, è rivestita di lastre di rame dal caratteristico colore verde e segna un'inconfondibile presenza nel panorama fiorentino. È formata da due calotte sovrapposte, quella interna è alta 34 metri e quella esterna ne misura 47

### Interno

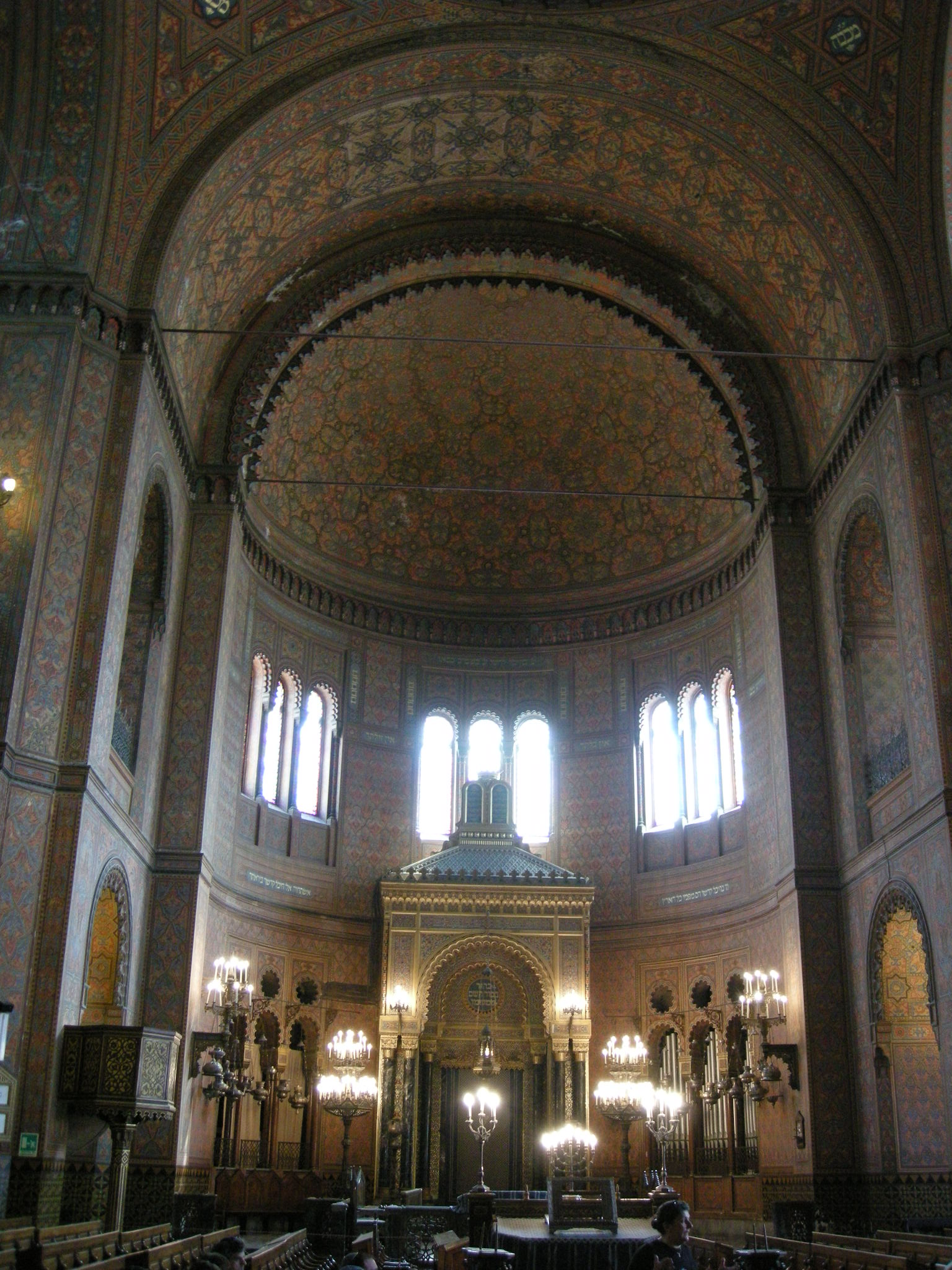
Interno

L'interno della sinagoga , inondato da una luce dorata, è completamente rivestito da motivi decorativi di Giovanni Panti dipinti ad arabeschi rossi e blu, in origine lumeggiati a oro. Sulle stesse pareti si aprono le belle vetrate policrome. Circondano il settore mediano della sala i matronei superiori chiusi da cancellate in ferro battuto, ornate da candelabri a sette braccia, i cui modelli furono dati da Francesco Marini. In fondo è l'Aron haQodesh, rivestito a mosaici ed incorniciata dal baldacchino, a sua volta sormontato dalle Tavole della Legge, che si trovano anche sulla facciata esterna del tempio. Le porte dell'arca santa - davanti alle quali è accesa una luce perpetua - portano ancora i segni profanatori dei colpi di baionetta inferti dai nazisti che tentarono di abbatterle. Durante l'occupazione nazista il tempio era stato utilizzato come garage e fu poi minato dai tedeschi in fuga, ma per circostanze ancora da chiarire, venne solo danneggiato ma non completamente distrutto.
In fondo alla navata di destra si apre una porta per la quale si accede ad un oratorio di rito ashkenazita intitolato al rabbino Samuel Zvi Margulies, in cui sono situate due arche. Al centro del pavimento si trova una stella in marmo nero e giallo proveniente dalla confraternita Mattir Assurim nell'antico ghetto.

### Museo ebraico

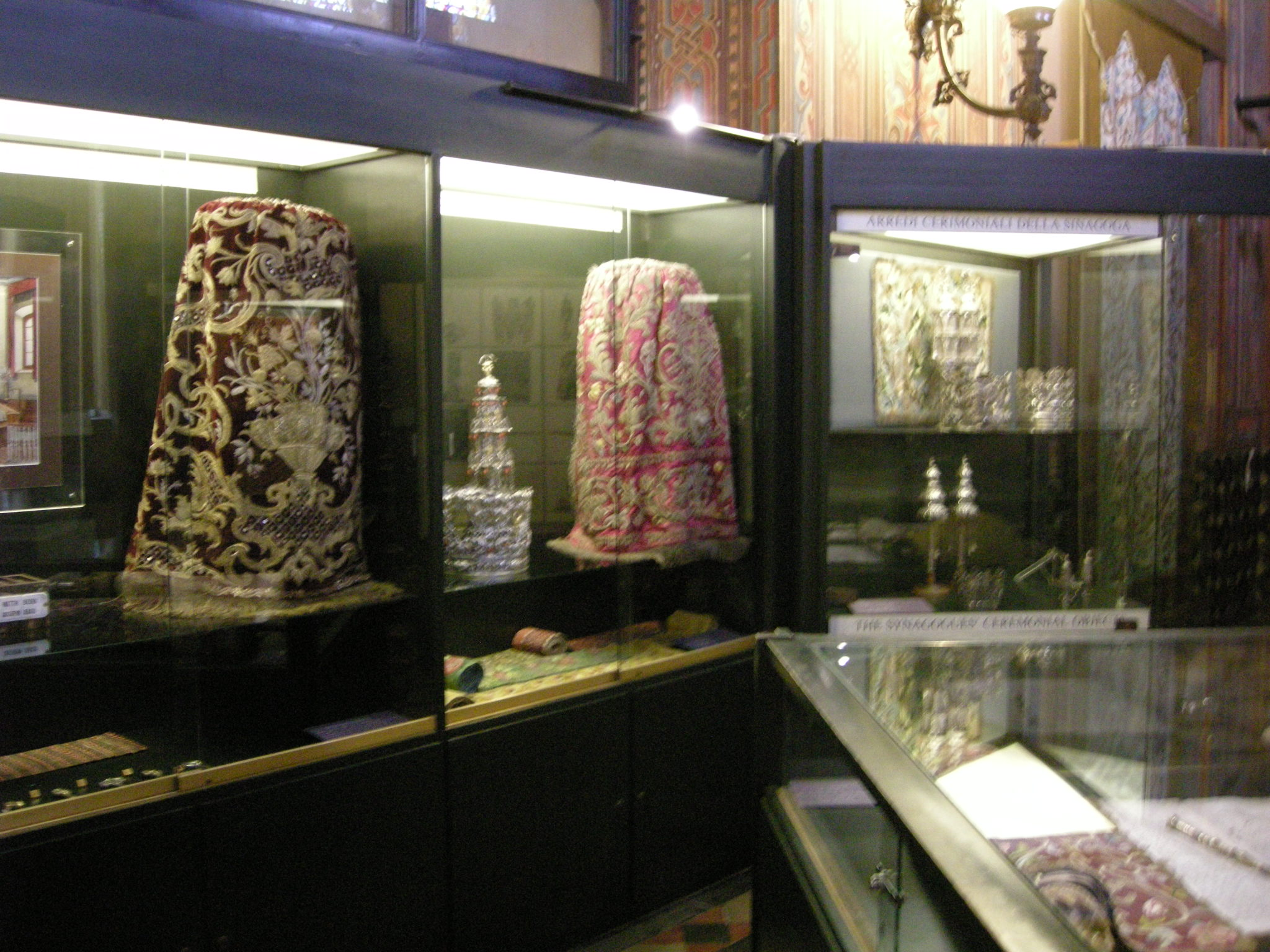
Una sala del museo ebraico

La storia della comunità fiorentina può essere ripercorsa nel museo al primo piano, fondato nel 1981 e ampliato nel 2007 e distribuito su due piani: il primo piano concentrato sulle vicende storiche della Comunità fiorentina e sulla Torah e i suoi ornamenti, nel quale si raccolgono gli oggetti più importanti e preziosi, che vanno dal tardo Cinquecento all'Ottocento, la maggior parte del Seicento e del Settecento; il secondo piano è invece maggiormente dedicato agli oggetti cerimoniali di alcune festività e ad altri in uso in diversi momenti della vita ebraica. Conclude il secondo piano la Sala della Memoria, dedicata alla vicende della Shoah.

### Giardino
I nomi di 248 ebrei residenti a Firenze uccisi dai nazisti, incluso il rabbino-capo Nathan Cassuto, sono elencati in una grande lapide nel giardino del tempio, dove è anche una lapide più piccola in ricordo di altri ebrei deportati da Firenze, ma non membri della Comunità di Firenze. Una targa simile è anche esposta nella stazione di Santa Maria Novella al binario dal quale partì il treno di prigionieri ebrei diretto verso i campi di concentramento.

## Galleria d'immagini

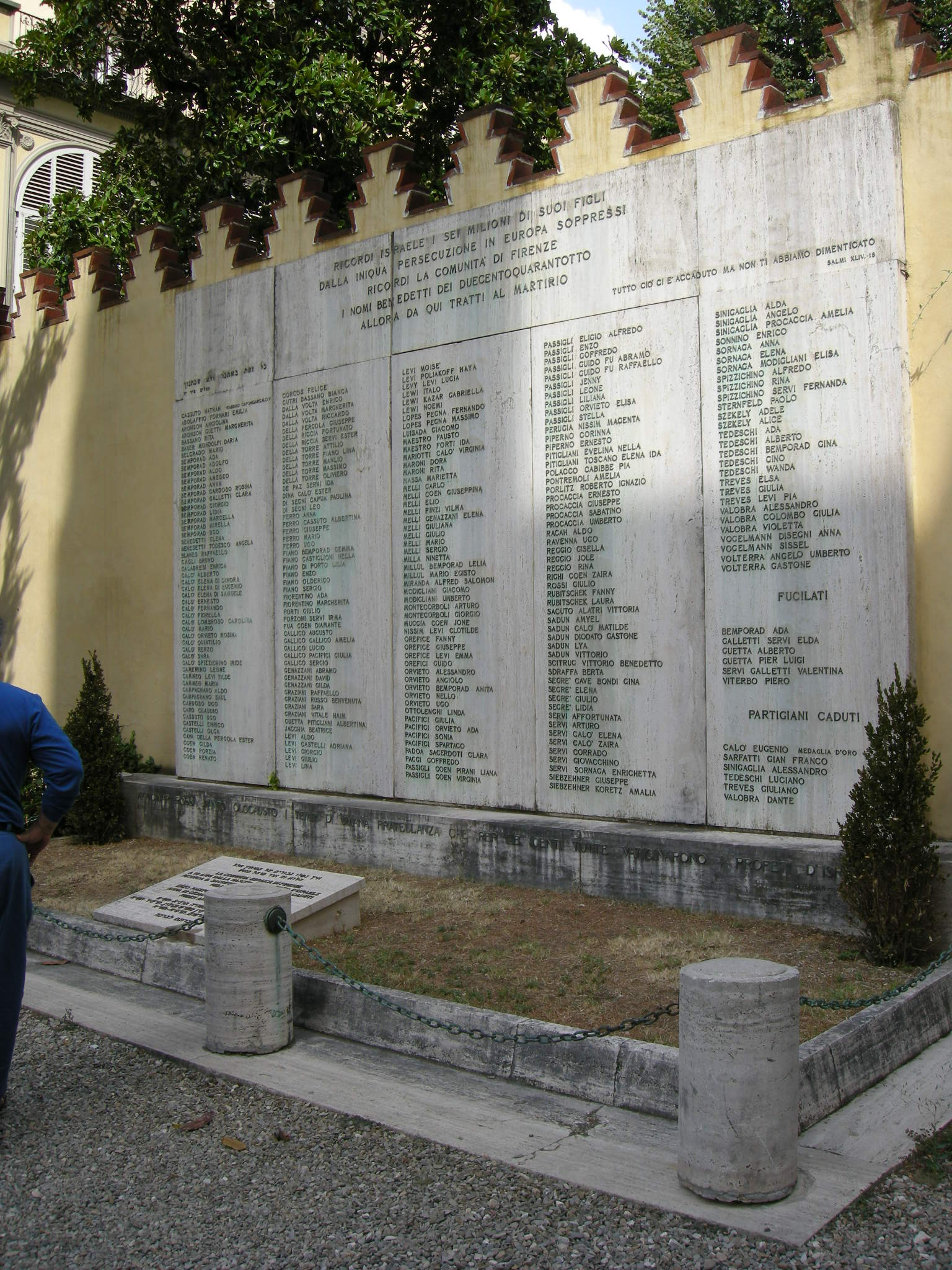
Lapide con i nomi delle vittime della Shoah nel giardino
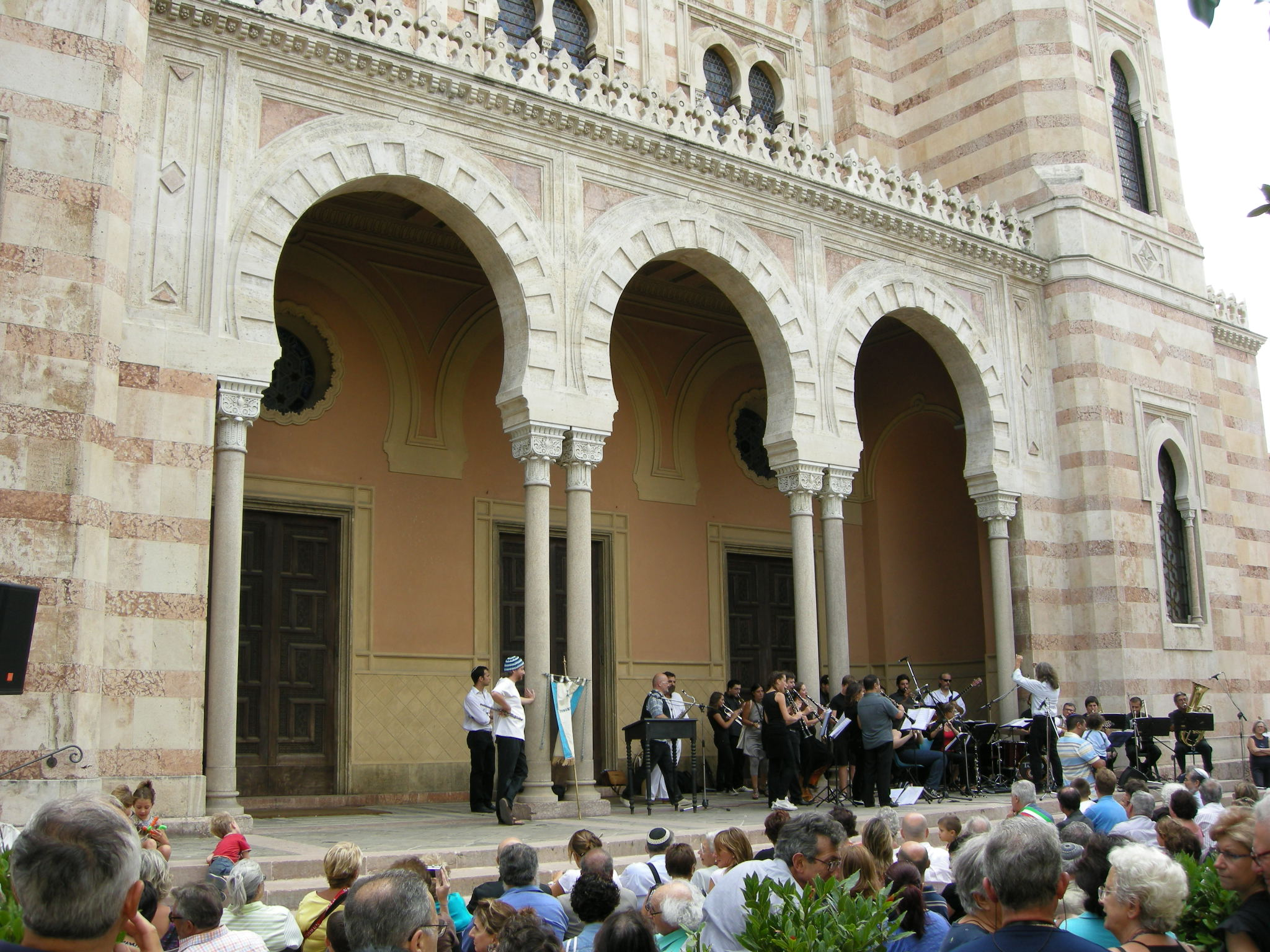
Portico d'ingresso
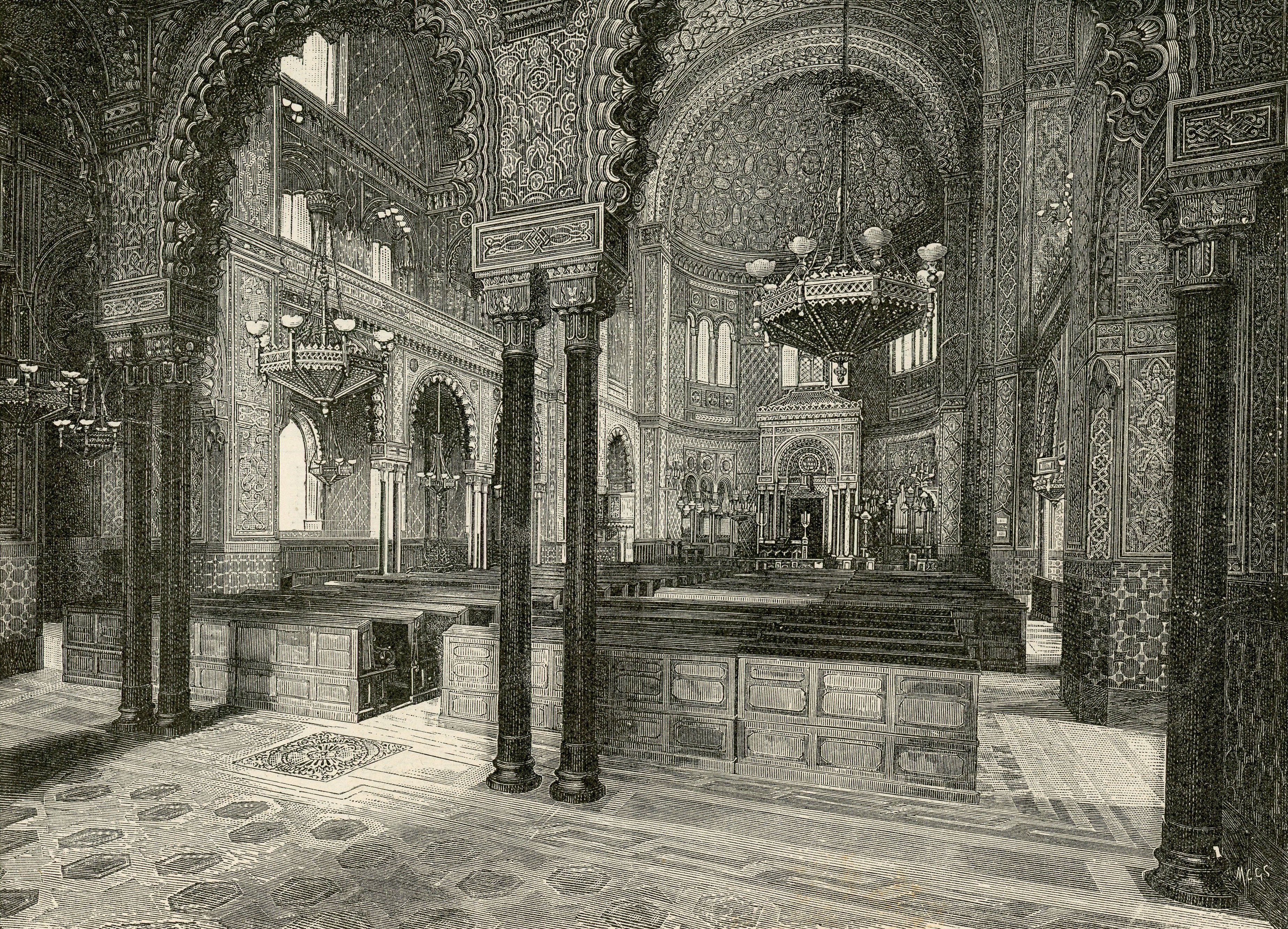
Interno in un'incisione del 1894
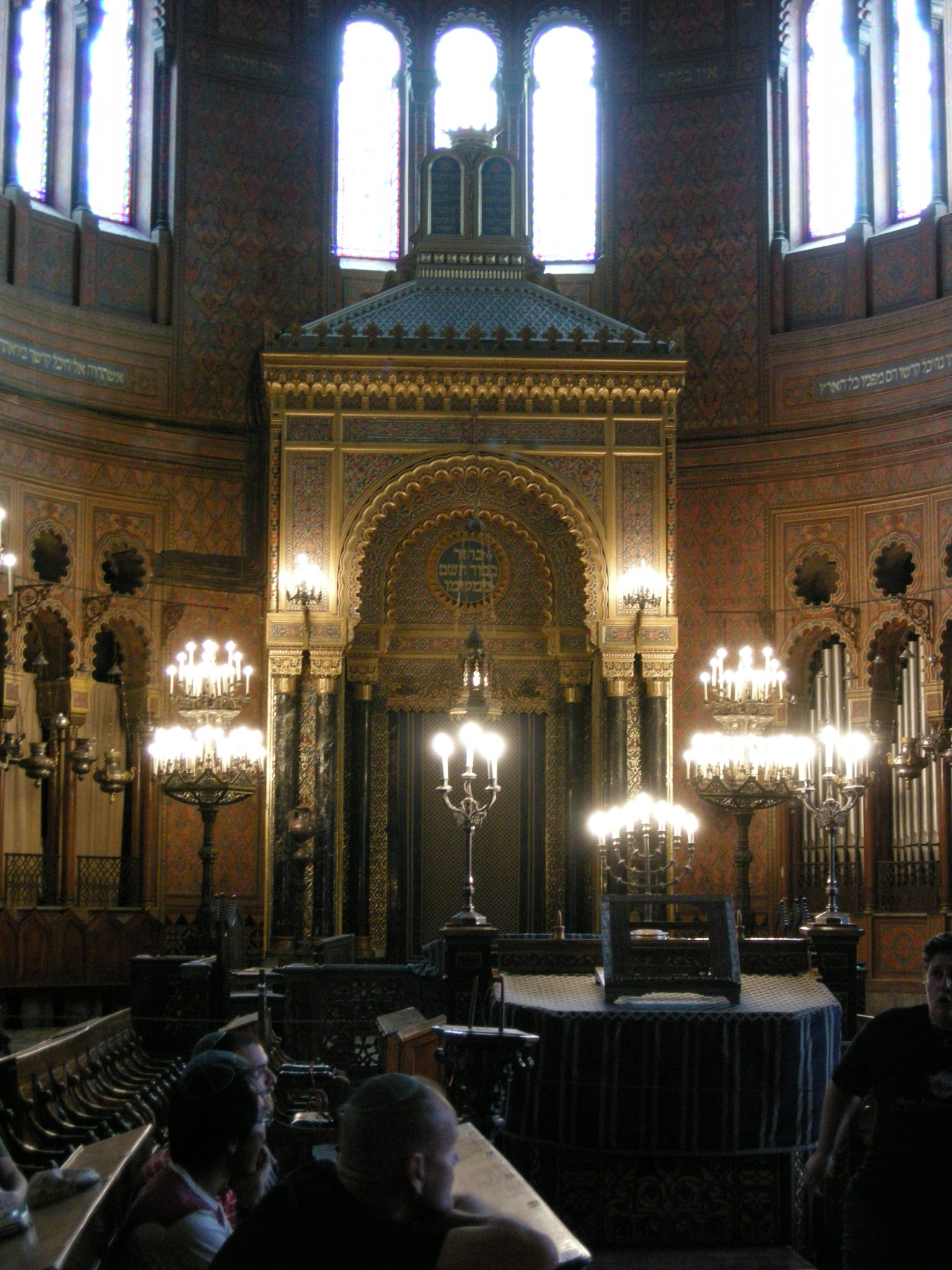
L'Aron haQodesh
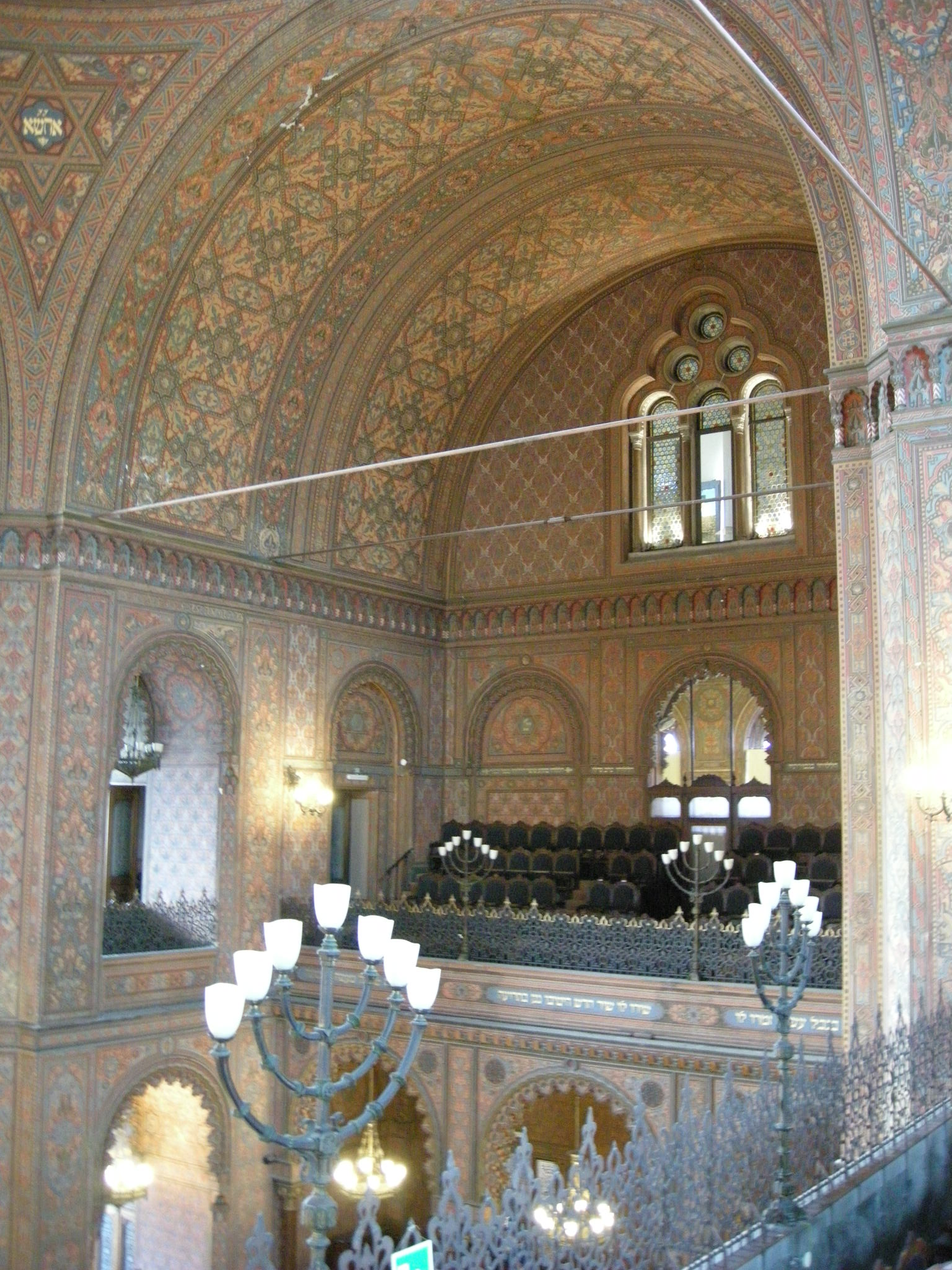
I matronei
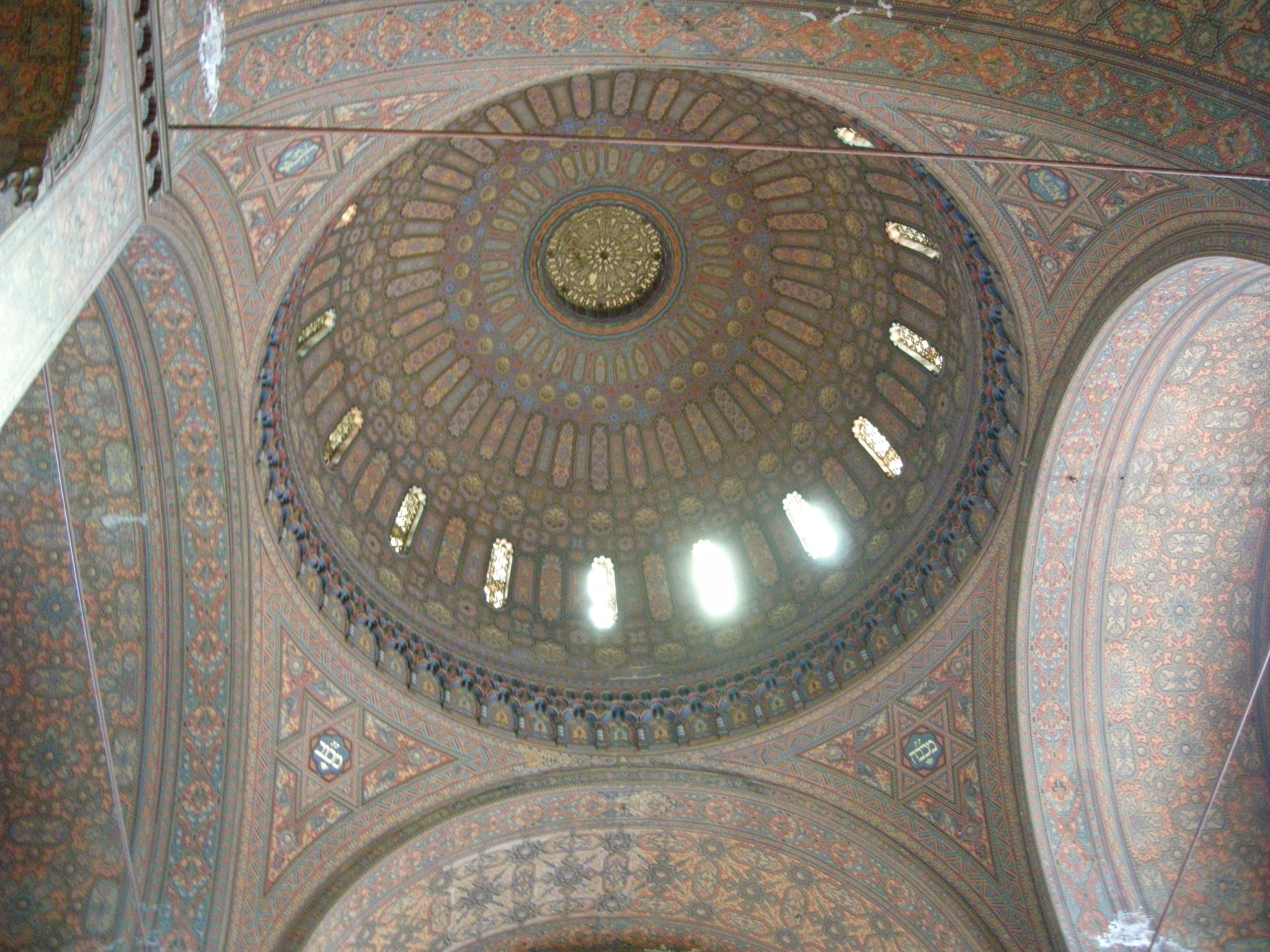
Interno della cupola